# Carljohan Eriksson
Carljohan Eriksson, född 25 april 1995, är en finländsk fotbollsmålvakt som spelar för norska Sarpsborg 08.

## Karriär
I december 2017 värvades Eriksson av Jönköpings Södra, där han skrev på ett ettårskontrakt. Den 31 december 2018 värvades Eriksson av Mjällby AIF, där han skrev på ett ettårskontrakt. I december 2019 förlängde Eriksson sitt kontrakt med två år. Efter säsongen 2021 lämnade han klubben.
I januari 2022 värvades Eriksson av Dundee United, där han skrev på ett kontrakt fram till sommaren 2024. Den 22 januari 2023 lånades Eriksson ut till danska FC Nordsjælland på ett låneavtal över resten av säsongen. Den 10 juni 2023 blev han klar för en permanent övergång till Nordsjælland och skrev på ett treårskontrakt med klubben.
Den 1 juli 2024 värvades Eriksson av norska Sarpsborg 08, där han skrev på ett 2,5-årskontrakt.